# Revolutionary But Gangsta
Revolutionary But Gangsta er et hip hop-album fra Dead prez albummet er fra 2004.

## Sange
- "Don't Forget Where U Came From" – 1:14
- "Walk Like a Warrior (featuring Krayzie Bone)" – 3:32
- "I Have a Dream, Too" – 4:00
- "D.O.W.N" – 2:07
- "Hell Yeah (Pimp The System)" – 4:12
- "W-4" – 4:04
- "Radio Freq" – 2:51
- "Fucked Up" – 2:43
- "50 In The Clip" – 2:42
- "Way Of Life" – 2:57
- "Don't Forget Where U Goin'" – 2:09
- "Hell Yeah (Pimp The System) (Remix featuring Jay-Z)" – 4:20
- "Twenty" – 2:22
- "Hell Yeah (Rock Version)" – 5:05